# Günther Förg

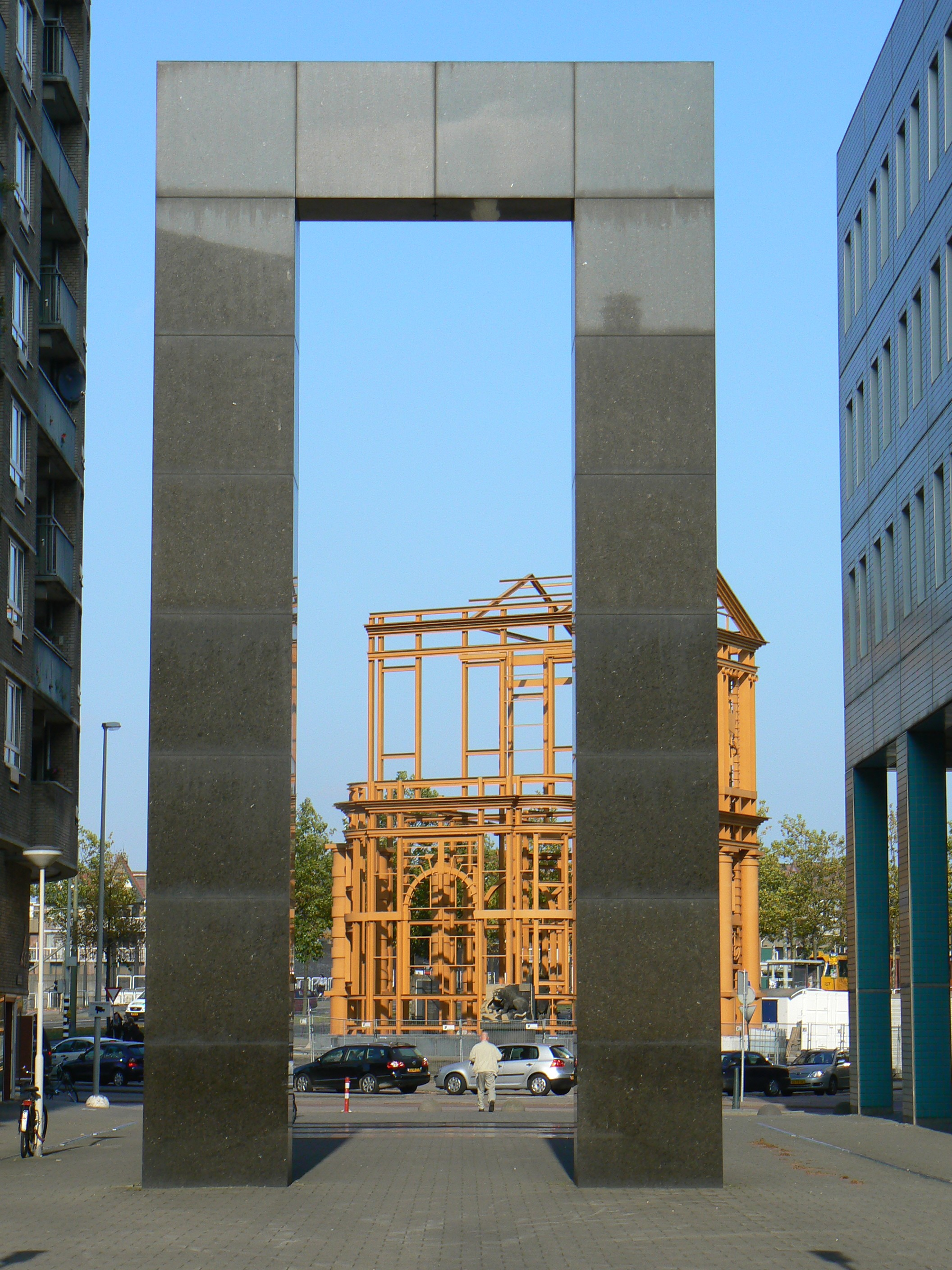
Tor und Stele, socha, Rotterdam, 1994

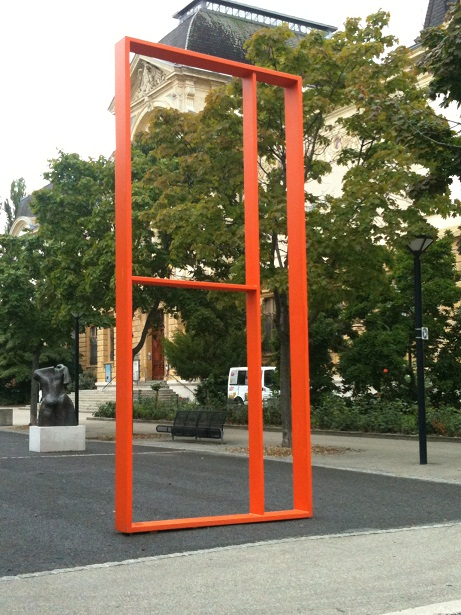
L'Horrible, 2007, socha, Neuchâtel, Švýcarsko

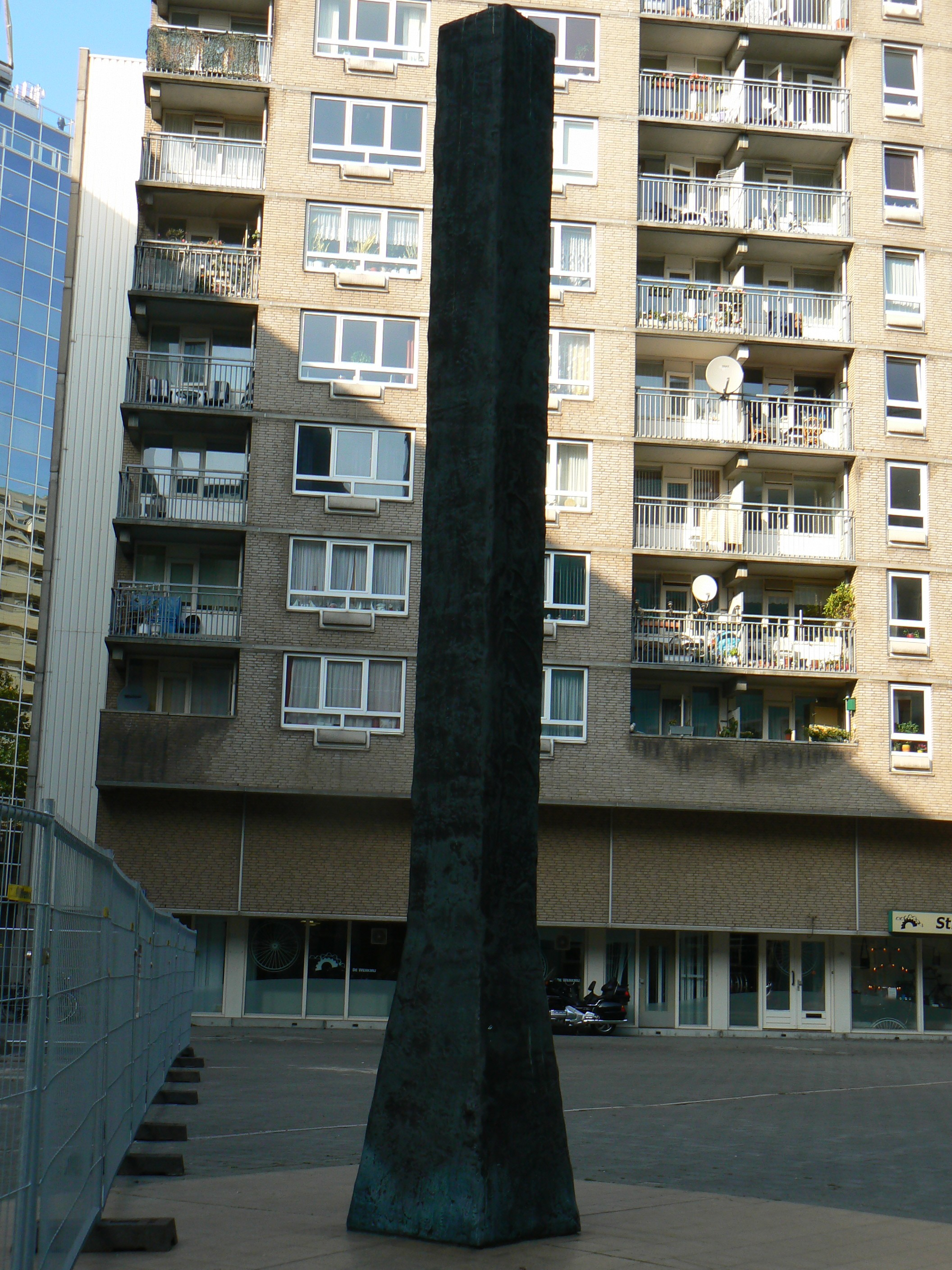
Stele (1994), Rotterdam

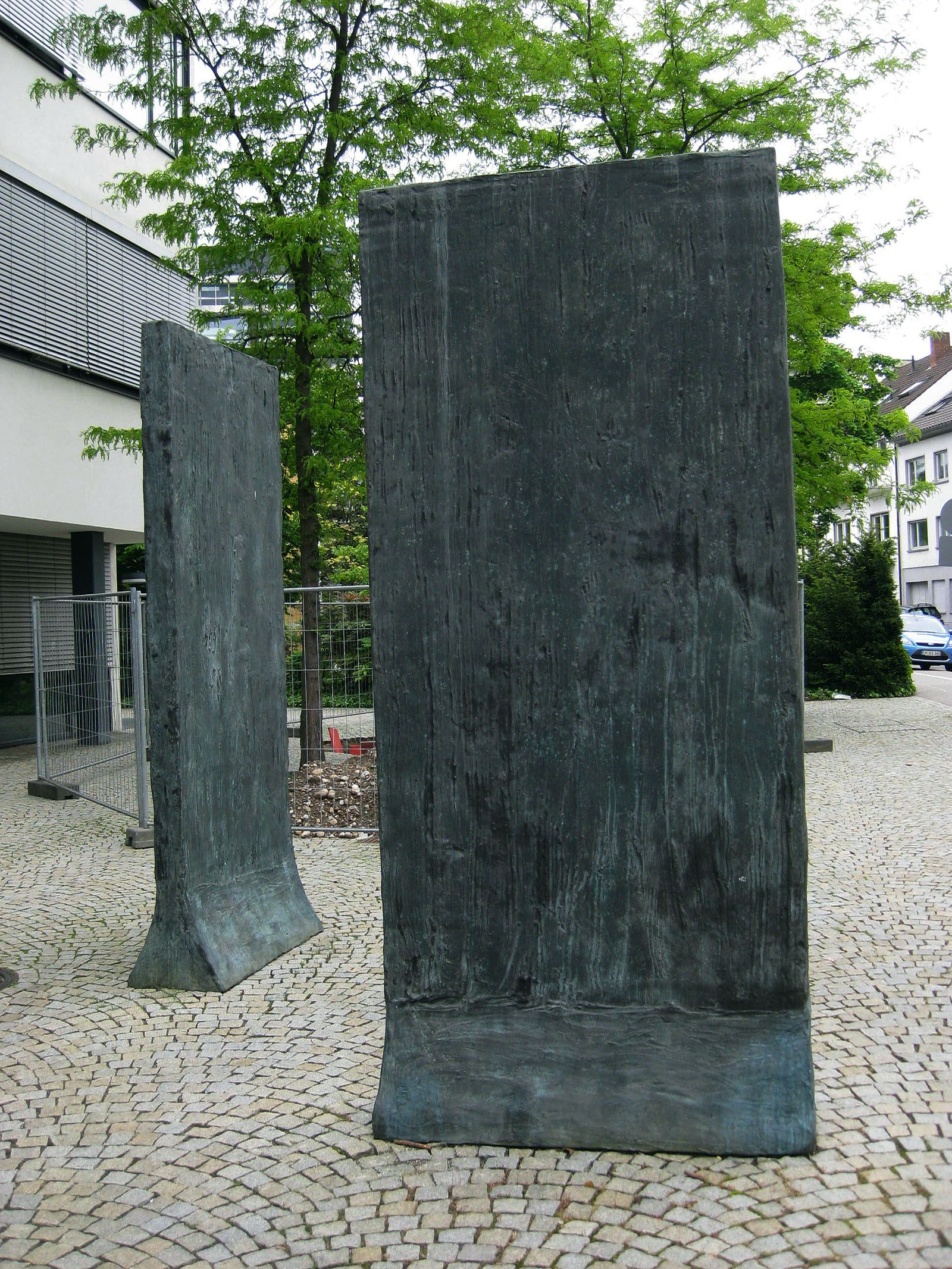
Ohne Titel (2000), Freiburg im Breisgau

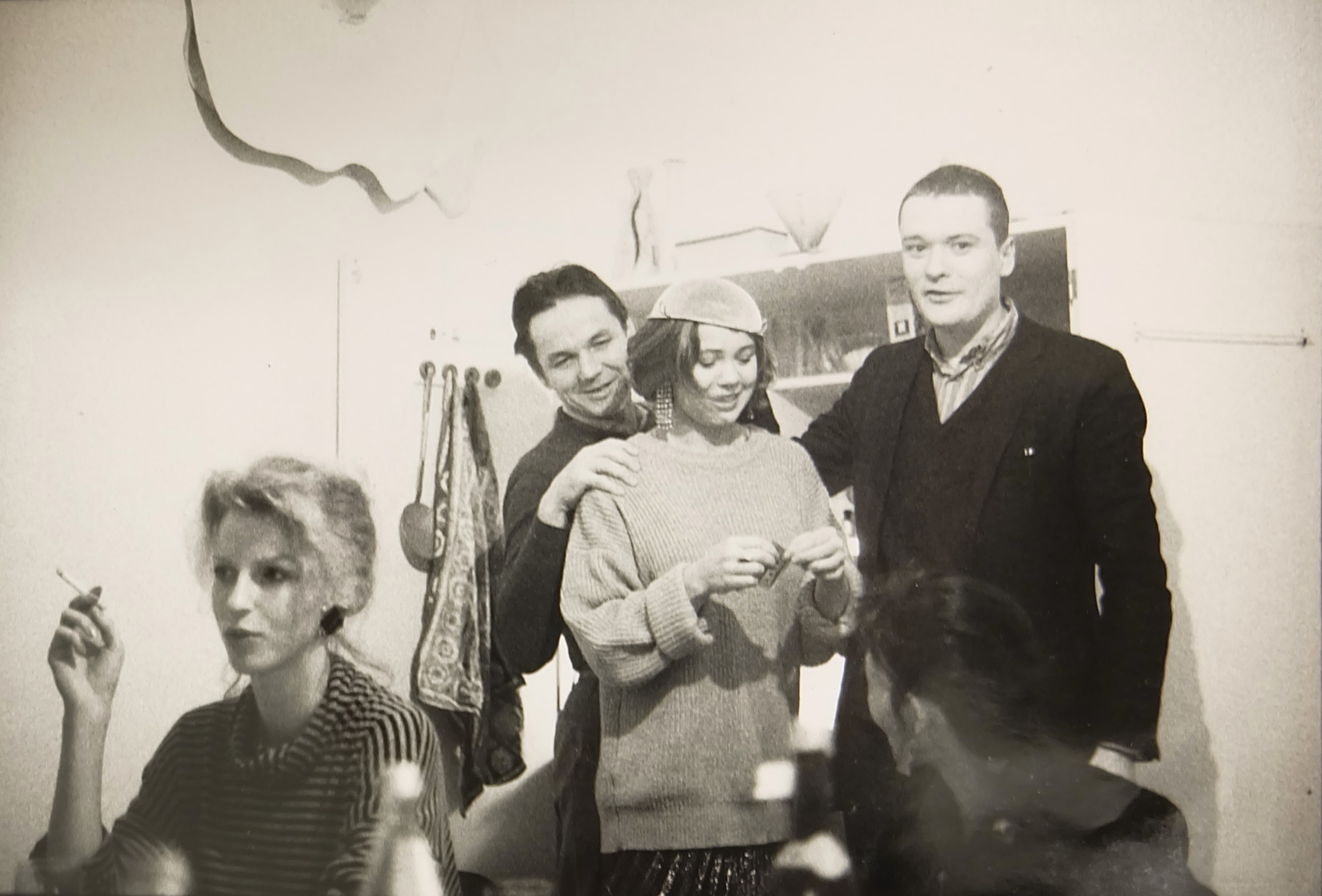
Zleva doprava: Heike-Melba Fendel, Franz Dahlem, Brigitte Schenk, Günther Förg. Kunstmarkt, After Show Party (Kolín nad Rýnem, 1984)

Günther Förg (5. prosince 1952 Füssen – 5. prosince 2013 Freiburg im Breisgau) byl německý malíř, sochař a fotograf. V letech 1973 až 1979 studoval na Akademii výtvarných umění v Mnichově, kde později sám také vyučoval. Svou první vlastní výstavu měl v Mnichově v roce 1980. V roce 1996 získal cenu Wolfganga Hahna. Zemřel na rakovinu ve Freiburgu v den svých 61. narozenin. Roku 2018 se konala rozsáhlá retrospektivní výstava jeho díla nazvaná A Fragile Beauty v Dallaském muzeu umění.

## Život a dílo
Förg se narodil ve Füssenu ve městě Allgäu. Jeho otec, Michael, pracoval v celním úřadu. Studoval od roku 1973 do roku 1979 na Akademii výtvarných umění v Mnichově u Karla Freda Dahmena. Od roku 1992 do roku 1999 vyučoval na Staatliche Hochschule für Gestaltung v Karlsruhe. Od roku 1999 byl profesorem v Mnichově. Střídavě pobýval v Areuse ve Švýcarsku nebo ve Freiburgu. V roce 1993 se oženil s Ikou Huberovou.
Förgovo umělecké dílo zahrnuje malby, grafické a sochařské práce i velké množství fotografií architektury. Jeho geometrické, abstraktní a hodně barevné obrázky mají silný dekorativní charakter. Kombinuje různé materiály a média v malířství, sochařství i fotografii. Témata jeho rozsáhlých architektonických fotografií jsou Bauhaus a fašistická estetika, zatímco jeho monochromatické nástěnné malby a olověné obrazy odrážejí umění.
Mezi rokem 1973 (Förgův první studijní rok na Akademii výtvarných umění v Mnichově) a 1976 Förg maloval téměř výhradně černé monochromatické obrazy akrylem na plátně, které s přídavkem průsvitné šedé vytvořily mléčný, zahalený povrchový efekt. Po smrti jeho uměleckého kolegy, Blinkyho Palerma, Förg sledoval jeho evropské dědictví amerického minimalistického umění od roku 1977. Jeho obrazy v abstraktních stylech připomínají Cy Twombly, Ellsworth Kelly a další.
Na začátku 80. let vytvořil Förg tzv. Alubilder – sestavy hliníkových fólií, na které malíř maloval lineární vzory nebo portrétní fotografie. Pro svou sérii obrazů malovaných na olovu, které pocházejí z 80. a 90. let, zabalil olověné listy na dřevo a potom maloval každý povrch akrylovou barvou.
Förg začal fotografovat na počátku 80. let. V oblasti fotografie je známý svými pracemi z let 1980–2006, především velkými formáty zobrazující známá architektonická místa, jako je Wittgensteinův dům, Casa Malaparte, Casa del Fascio nebo budovu IG Farben Hanse Poelziga ve Frankfurtu. Za tímto účelem značně cestoval do Španělska, Izraele, Rakouska, Ruska, Francie, Turecka a Itálie, kde primárně fotografoval budovy postavené ve stylu Bauhausu. Förgův fotografický výzkum pomocí kinofilmového fotoaparátu a zoom – objektivy představují nekompromisně moderní architekturu v neopomenutelném provedení, někdy chátrající, často představující neopatrné renovace nebo doplňky. Jeho fotografie budov s kulturním a politickým významem – například struktury Bauhaus v Tel Avivu a Jeruzalémě nebo v nacistické Itálii – byly získány z neobvyklých, ostře vyhlížejících perspektiv, mimo středové rámování a často v zrnitém provedení, naznačující malbu. Mnoho fotografií jsou pohledy pořízené okny, které upozorňují na přechody z interiéru do vnějšího prostoru. Fotografie jsou prezentovány pod silným ochranným sklem odrážejícím místnost a diváka.
V roce 1988, v rámci výstavy Sculpture in the City, instaloval Förg dvoumetrové zrcadlové stěny ve stanici metra Rotterdam; které byly rozbity v roce 1999.
Začátkem roku 1992 se objevily ve Förgově díle objevily obrazy a práce na papíře, známé a dokumentované v literatuře jak “Gitterbilder” (mřížkové obrazy). Kořeny těchto děl lze nalézt již v dřívějších sériích, tzv. „Fenster-Aquarelle“ (Akvarely oken): příčka tvoří mřížku pro prostor v obrázku, která poskytuje rámec pro celkový tok obrazů bez omezení jejich volného zobrazení a vývoje.
V roce 1991 při otevření frankfurtského Muzea moderního umění vyrobil Förg barevný nástěnný díl pro centrální schodiště, který spolu s bronzovým reliéfem vytvořil kontrast k architektonické struktuře postmoderní muzejní architektury. V roce 2000 byl pověřen zhotovit návrhy pro Centrum pro globální dialog společnosti Swiss Re v Curychu. Pro tento projekt Förg řešil barevný design interiérů Bodmerovy Villy z dvacátých let a nainstaloval dvě obrovské trubky ze surového kovu v centrální vstupní hale.
Zemřel na rakovinu ve Freiburgu v den svých 61. narozenin.

## Výstavy (výběr)
Förg měl svou první samostatnou výstavu v galerii Rüdiger Schöttle v Mnichově v roce 1980 se sérií monochromatických obrazů. V roce 1992 bylo jeho dílo možné vidět na documenta IX, následovala výstava v muzeu Stedelijk v Amsterdamu v roce 1995. Förg měl samostatné výstavy v Essl muzeu, Klosterneuburg, Rakousko, Langen Foundation, Neuss, Německo, Umělecké muzeum Basilej, Švýcarsko; Kunsthalle Bremen, Německo; Gemeentemuseum Den Haag, Nizozemsko; Tel Avivské muzeum umění, Tel Aviv, Kunsthaus Bregenz, Bregenz, Rakousko, Museum der Stadt Füssen, Füssen, Německo a Deutsche Guggenheim, Berlín, Německo.

### Samostatné výstavy
- 1982: Galerie Achim Kubinski, Stuttgart
- 1983: Galerie Max Hetzler, Stuttgart
- 1986: Galerie Peter Pakesch, Vídeň[16]
- 1991: Kunsthalle Tübingen: Günther Förg, 10. srpna – 15. září 1991
- 2005: Max Dudler, Günther Förg, Architektur Galerie, Berlín
- 2006: Günther Förg – Raum und Fläche – Fotografien, Kunsthalle Bremen
- 2007: Museum für Gegenwartskunst, Basilej
- 2008: Günther Förg – BACK AND FORTH, Essl Museum – Kunst der Gegenwart, Klosterneuburg/Wien, Katalog Essl Museum
- 2009: Fondation Beyeler, Riehen
- 2010: Günther Förg – Wandmalerei und Fotografie, Galerie Vera Munro, Hamburk
- 2011: Günther Förg – Bilder, Wandmalereien und Fotografie 1987–2011, Galerie Max Hetzler, Berlín
- 2014: Günther Förg., Museum Brandhorst, Mnichov[17]
- 2016: FÖRG – Günther Förg aus der Sammlung Kopp München, MEWO Kunsthalle, Memmingen[18]
- 2018: Günther Förg [Ohne Titel] 1976–2018, Kunstverein Reutlingen
- 2018: A Fragile Beauty, Stedelisk Museum Amsterdam

### Skupinové výstavy
- 1984: von hier aus, Düsseldorf
- 1987: Malerei-Wandmalerei, Grazer Kunstverein / steirischer herbst[19]
- 1992: documenta IX, Kassel
- 2014: Beyond Architecture (1950–2014) – Karl Hugo Schmölz, Irmel Kamp u. a. Die Möglichkeiten künstlerischer Betrachtung von Architektur innerhalb exemplarisch fotografischer Positionen., Neuer Aachener Kunstverein ve spolupráci s RWTH Aachen a FH Aachen[20].

## Umělecký trh
Během jeho života, jeho díla vystavovaly: Galerie Greene Naftali v New Yorku; Galerie Almine Rech v New Yorku, Londýně, Paříži a Bruselu; a Galerie Max Hetzler v Berlíně. Od roku 2018 jeho majetek zastupuje výhradně společnost Hauser & Wirth.

## Uznání
V roce 1996 získal Förg cenu Wolfganga Hahna. Je zmíněn v Art Now vol. 3 (Taschen Verlag, 2009) jako jeden z nejzajímavějších žijících současných umělců. Podle časopisu Artinvestor Magazine (2009) se Förg umístil na 23. místě na celém světě mezi žijícími umělci, když se spojilo několik faktorů, jako jsou sbírky, výsledky aukcí a reprezentace v galeriích.

## Nejdůležitější veřejné sbírky

### Německo
- Pinakotéka moderny, Mnichov
- Lenbachhaus, Mnichov
- Daimler Contemporary, Berlín
- Berlin Hamburger Bahnhof, Muzeum pro současné umění, Berlín
- Sammlung Haubrok, Berlín
- Sammlung Hoffmann, Berlín
- Kunstmuseum Bonn, Bonn
- Kunstsammlungen Chemnitz, Chemnitz
- MKM Museum Küppersmühle für Moderne Kunst, Duisburg
- Kunstpalais Erlangen, Erlangen
- Umělecká sbírka Německé spolkové banky, Frankfurt nad Mohanem
- Museum für Moderne Kunst (MMK), Frankfurt nad Mohanem
- Städelovo muzeum, Frankfurt nad Mohanem
- Zentrum für Kunst und Medientechnologie, Karlsruhe
- Museum Kurhaus Kleve
- Muzeum Ludwigových, Cologne
- Galerie für Zeitgenössische Kunst GfZK, Lipsko
- Städtisches Museum Abteiberg, Mönchengladbach
- Kunstraum Grässlin, St. Georgen
- Städtische Galerie Wolfsburg

### Rakousko
- Essl Museum, Klosterneuburg / Vídeň

### Kanada
- National Gallery of Canada, Ottawa

### Nizozemsko
- Stedelijk Museum, Amsterdam

### Švýcarsko
- Swiss Re, Curych

### Spojené království
- Tate Modern, Londýn

### USA
- MOCA Grand Avenue, Los Angeles, CA
- Museum of Modern Art, New York
- Walker Art Center, Minneapolis, MN
- Mildred Lane Kemper Art Museum, Saint Louis, MO
- San Francisco Museum of Modern Art – SFMOMA, San Francisco, CA
- The Broad Art Foundation, Santa Monica, CA

### Skandinávie
- Louisiana Museum of Modern Art, Humlebæk, Dánsko
- Arken Museum of Modern Art, Ishøj, Dánsko